# جون د. فريمان
جون د. فريمان (بالإنجليزية: John D. Freeman)‏ هو محامي وسياسي أمريكي، ولد في 1816 في الولايات المتحدة، وتوفي في 17 يناير 1886 في نفس البلد. حزبياً، نشط في الحزب الديمقراطي. وقد انتخب عضو مجلس النواب الأمريكي.